# 埃及大学列表
以下是埃及各大學的列表：